# Lerma (Włochy)
Lerma – miejscowość i gmina we Włoszech, w regionie Piemont, w prowincji Alessandria.
Według danych na styczeń 2010 gminę zamieszkiwały 883 osoby przy gęstości zaludnienia 60,7 os./1 km².